# Karlo Bručić
Karlo Bručić (Zagabria, 17 aprile 1992) è un calciatore croato, difensore del Bnei Sakhnin.

## Caratteristiche tecniche
Terzino sinistro, può giocare come esterno e come ala sulla medesima fascia.

## Palmarès

### Club

#### Competizioni nazionali
- Coppa di Croazia: 1

Dinamo Zagabria: 2011-2012
- Campionato croato: 1

Dinamo Zagabria: 2011-2012
- Coppa di Lituania: 1

Sūduva: 2019
- Campionato lituano: 1

Sūduva: 2019
- Coppa di Slovenia: 1

Koper: 2021-2022